# Julius von Szymanowski

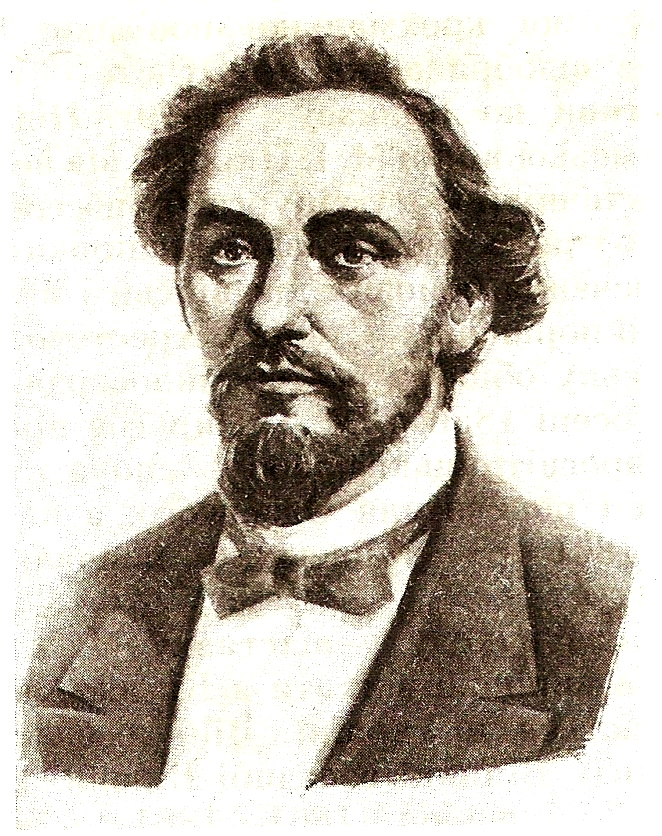
Julius v. Szymanowski

Julius Alfons Nikolai Szymanowski (* 10. Februar 1829 in Riga; † 25. April 1868 in Kiew) war ein Chirurg polnisch-deutscher Abstammung und in Russland tätig.

## Leben
Julius Szymanowski entstammte einer im Herzogtum Kurland und Semgallen ansässigen polnischen Adelsfamilie, die im Laufe der Generationen die deutsche Nationalität und lutherische Konfession annahm. Er war als Sohn des Beamten Carl Szymanowsky und seiner Gemahlin Helene geb. Kutzky geboren.
Er besuchte 1841 bis 1850 das Gymnasium in Reval. 1850 bis 1856 studierte er Medizin an der Kaiserlichen Universität Dorpat bei Georg von Adelmann und erhielt 1856 das Doktorat. Noch als Student wurde er 1855 zum Militärdienst nach Estland abkommandiert. Zurück in Dorpat wurde er 1856 Assistent und 1857 Privatdozent an der Chirurgischen Klinik. 1858 wurde er zum außerordentlichen Professor der Chirurgie an der Universität Helsingfors berufen. Am 27. August 1860 heiratete er Adelaide von Rambach, Tochter eines Artillerieobersten. 1861 wurde er zum außerordentlichen und dann ordentlichen Professor der Kriegschirurgie an der Universität Kiew berufen.
1863 nahm er als Kriegschirurg an der Niederschlagung des polnischen Januaraufstandes teil. 1866 erkrankte er an Hodenkrebs und starb 1868 im Alter von 39 Jahren. Er wurde in Kiew auf dem Baikowe-Friedhof bestattet.
Postum erschien eine Sammlung seiner Poesien (unter dem Pseudonym Julius Steinborn).

## Bedeutung als Chirurg
Szymanowski erfand eine Resektionssäge, die er in seiner Doktorarbeit ausführlich beschrieb. Er erfand auch den Somatometer, ein Gerät zu den anthropometrischen Vermessungen.
Julius von Szymanowski beschäftigte sich hauptsächlich mit der plastischen Chirurgie und Behandlung von Knochenbrüchen. Sein Handbuch der Operativen Chirurgie gilt als eines der wichtigsten Werke dieser Art im 19. Jahrhundert. Besonders erfolgreich war er auf dem Gebiet der Rhinoplastik.
Durch seine regen Kontakte zu deutschen Kollegen und als Mitglied der Gesellschaft Deutscher Naturforscher und Ärzte trug er dazu bei, neuere medizinische Errungenschaften im Russischen Kaiserreich bekannt zu machen. Er überarbeitete das Handbuch Chirurgische Anatomie der Arterienstämme und Fascien von Nikolai Iwanowitsch Pirogow und übersetzte es ins Deutsche.

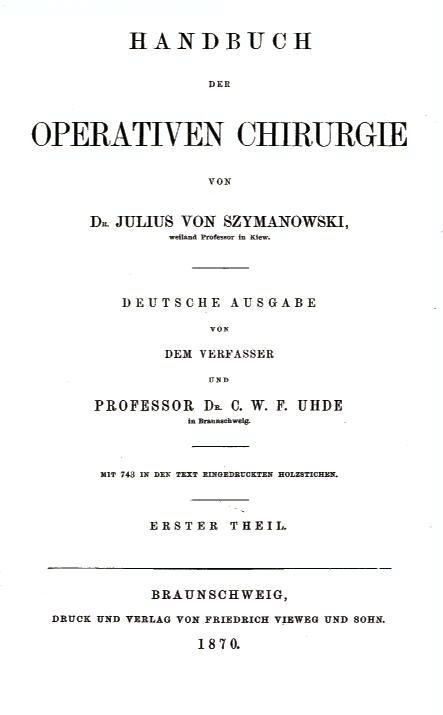
Handbuch der operativen Chirurgie
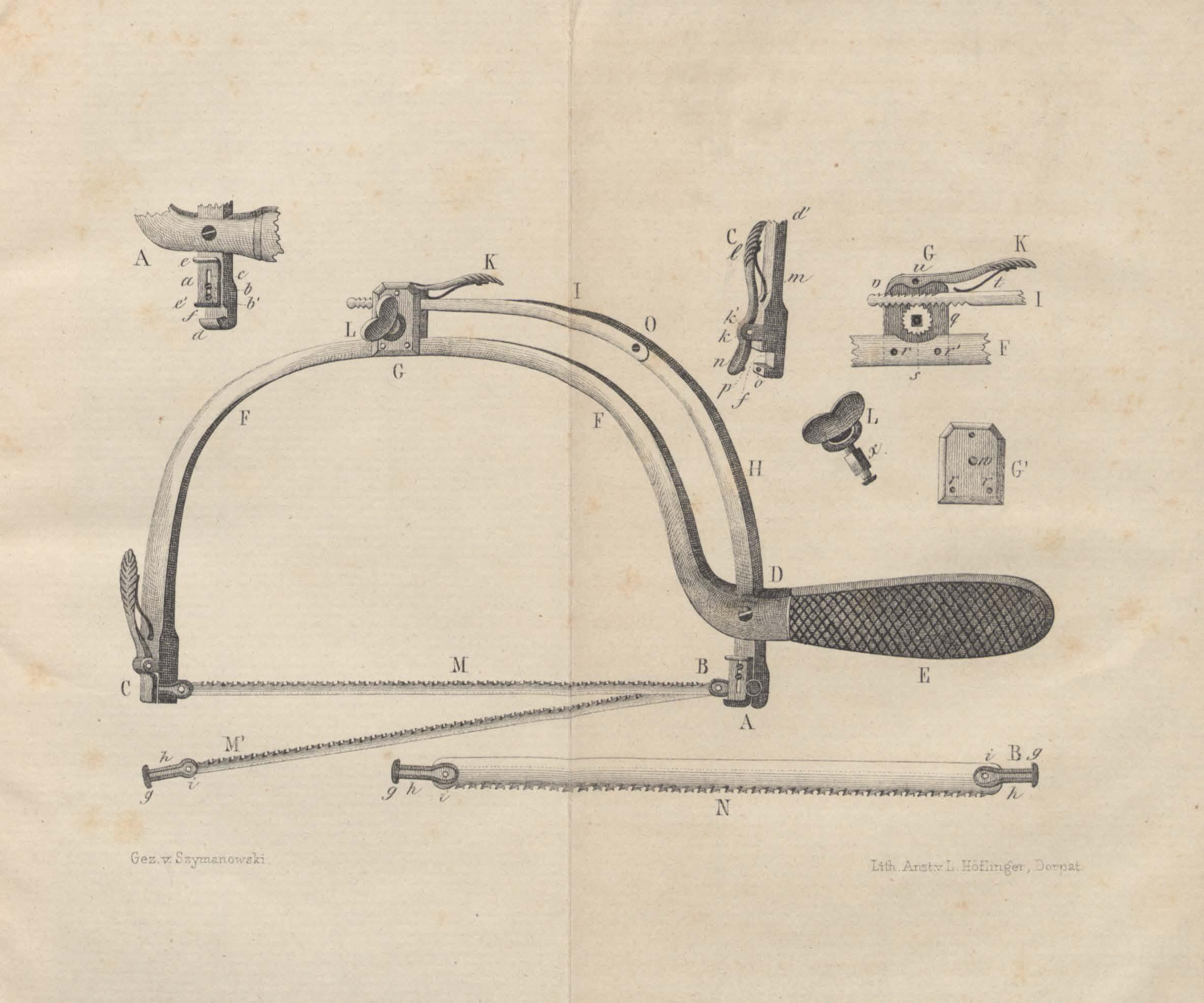
Resektionssäge
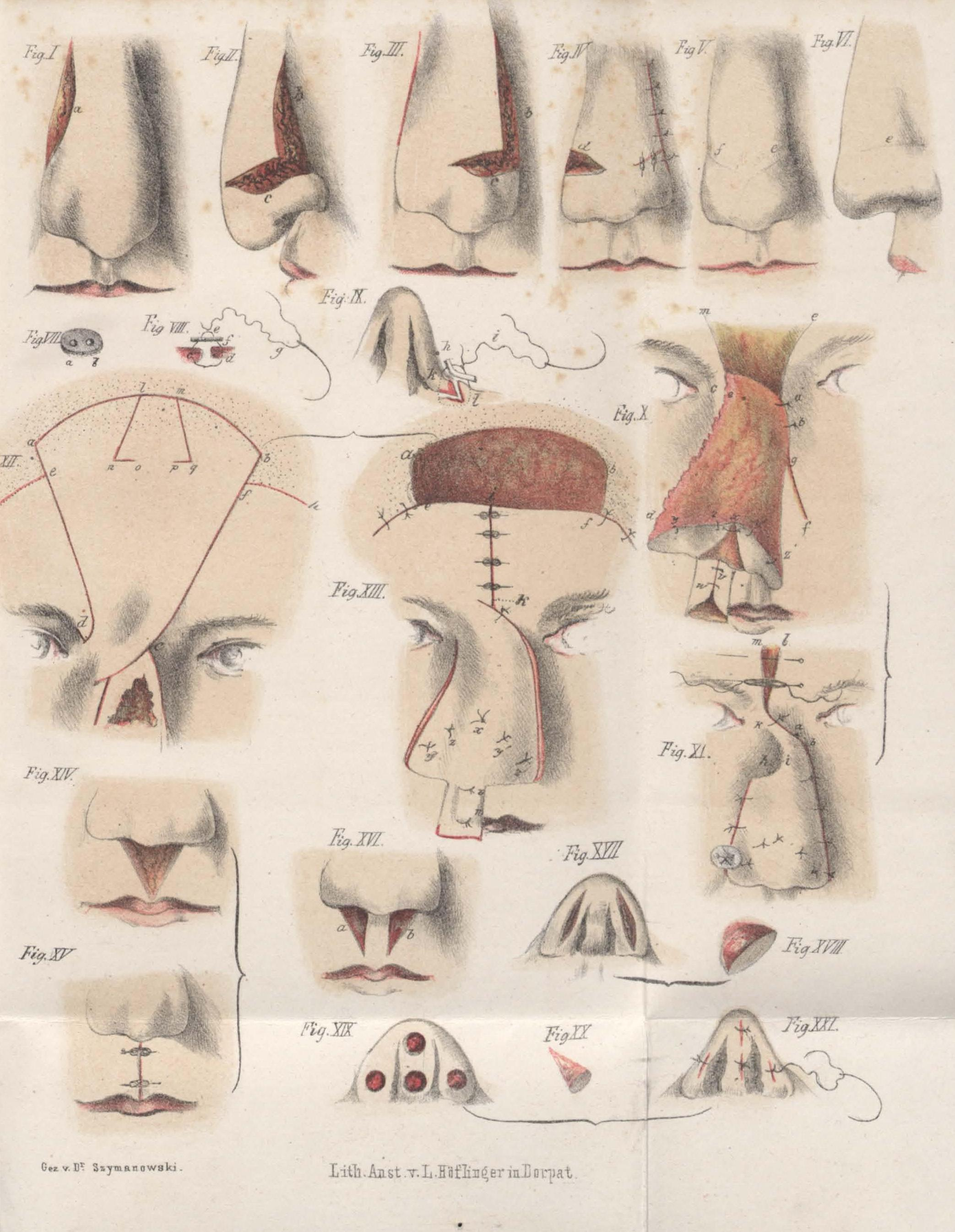
Nasenchirurgie
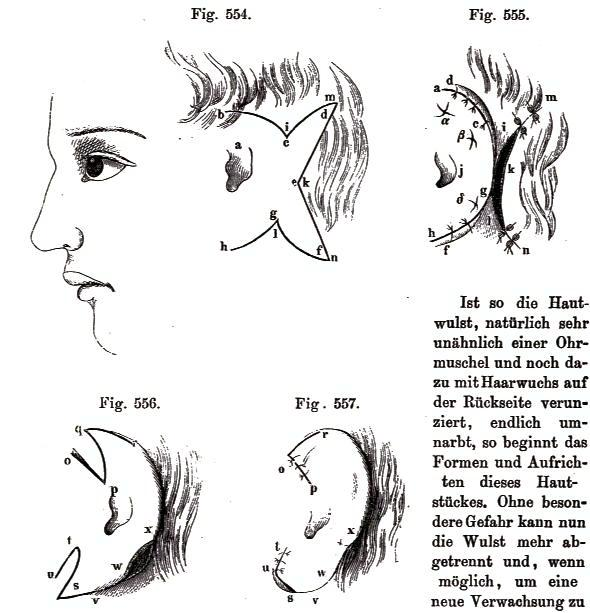
Ohrenplastik

## Schriften
- Additamenta ad ossium resectionem. Dissertatio inauguralis / quam consensu et auctoritate gratiosi medicorum ordinis in Universitate Literarum Caesarea Dorpatensi ad gradum doctoris medicinae rite adipiscendum loco consueto palam defendet auctor Julius Szymanowski. J.C. Schünmann & C. Mattiesen, Dorpat 1856 (deutsche Übersetzung des lateinischen Titels: „Ergänzungen, die Resektion von Knochen betreffend. Inauguraldissertation, die der Verfasser Julius Szymanowski mit der gnädig erteilten Einwilligung und Genehmigung des Kollegiums der Ärzte an der Kaiserlichen Universität Dorpat vor aller Augen am gewohnten Ort verteidigte, um den Grad eines Doktors der Medizin vorschriftsgemäß zu erlangen“).
- Adnotationes ad rhinoplasticen. Commentatio / quam consensu et auctoritate gratiosi medicorum ordinis in Universitate Literarum Caesarea Dorpatensi ad veniam legendi rite impetrandam palam defendet auctor Julius Szymanowski. J.C. Schünmann & C. Mattiesen, Dorpat 1857 (deutsche Übersetzung des lateinischen Titels: „Anmerkungen, die Rhinoplastik betreffend. Erläuterung, die der Verfasser Julius Szymanowski mit der gnädig erteilten Einwilligung und Genehmigung des Kollegiums der Ärzte an der Kaiserlichen Universität Dorpat verteidigte, um die Lehrbefugnis vorschriftsgemäß zu erlangen“).
- Der Gypsverband, mit besonderer Berücksichtigung der Militair-Chirurgie. Eggers & Co., St. Petersburg 1857.
- Desmologische Bilder zum Selbstunterricht: 198 Abbildungen auf 27 Tafeln, von Dr. Szymanowski, Privatdocent an der Kaiserlichen Universität zu Dorpat, Assistent-Arzt der chir. Klinik daselbst; auf Stein gezeichnet von C. Schulz. Dorpat 1857.[7]
  - 2. Auflage unter dem Titel: Desmologische Bilder für Ärzte und Studierende, 223 Abbildungen auf 30 Tafeln. F. Kluge, Reval 1858.
  - russische Übersetzung: Краткое руководство к практическим упражнениям в десмологии для врачей и студентов. Typographische Anstalt der Universität, Kiew 1862.
- Beiträge zur Resection der Knochen. In: Zeitschrift für klinische Medicin, Jg. 8 (1857), S. 1–35.
- Die Wiederkehr der Functionsfähigkeit der Hand. In: Medizinische Zeitung Russlands, Nr. 8 (1857), S. 179–181.
- Zur plastischen Chirurgie. In: Vierteljahrschrift für die praktische Heilkunde, Nr. 60 (1858), S. 127–152.
- Resection des Fusses, eine Modification der Pirogoff'schen Osteoplastik. In: Medizinische Zeitung Russlands, Nr. 16 (1859), S. 73–76.
- Beitrag zur Amputation nebst Erfahrungen über die Immersion und Irrigation. In: Vierteljahrschrift für die praktische Heilkunde, Nr. 65 (1860), S. 55–1010.
- Zur conservativen Chirurgie. In: Deutsche Klinik, Jg. 12 (1860), S. 211–214.
- Über Resectionen und Transplantation des Periosts bei Amputationen. In: Amtlicher Bericht über die fünf und dreissigste Versammlung Deutscher Naturforscher und Ärzte in Königsberg in Preussen im September 1860. Herausgegeben von Wilhelm von Wittich. Königsberg 1861, S. 193–196.
- Der Tod durch Erstickung vermittelst eines Knebels auch durch Branntwein (ein Alkoholungsglück): eine Skizze aus der gerichtsärztlichen Praxis im Lichte chirurgischer Erfahrungen. Simelius, Helsingfors 1861.
- Kritik der partiellen Fussamputationen gestützt auf eine neue anatomische Deutung der Architectur des Fusses. In: Archiv für klinische Chirurgie, Jg. 1 (1861), S. 366–407.
- Über Gyps und Wasser in der Chirurgie. In: Archiv der Heilkunde, Jg. 3 (1862), S. 339, 395.
- Zur Casuistik der chirurgischen Plastik. In: Archiv der Heilkunde, Jg. 3 (1862), S. 517–529.
- Klinische Erfahrungen über die partielle Brustbein-Resection. In: Deutsche Klinik, Jg. 15 (1863), S. 306–308.
- Die Verwachsung des weichen Gaumens mit der hintern Pharynxwand. In: Vierteljahrschrift für die praktische Heilkunde, Nr. 81 (1864), S. 59–67.
- Über einige erworbene und angeborene Fehler in und an den Genitalien kinderloser Eheleute. In: Vierteljahrschrift für die praktische Heilkunde, Nr. 83 (1864), S. 1–30.
- Über Neurektomie und Nervennaht. In: Vierteljahrschrift für die praktische Heilkunde, Nr. 88 (1866), S. 52–71.
- Hernia lateralis (!) cerebri [in einem Falle die Encephalocele erst bei der Operation erkannt, letztere noch mit Erhaltung des Lebens unterbrochen, in einem zweiten Falle die Diagnose schon durch die Hautbedeckungen möglich]. In: Archiv für klinische Chirurgie, Jg. 6 (1866), S. 787–790.
- Über die Gritti'sche Operation. In: Centralblatt für die medicinischen Wissenschaften, Jg. 4 (1866), S. 2–4.
- Erfolgreiche Olecranon- und Patella-Transplantationen. In: Centralblatt für die medicinischen Wissenschaften, Jg. 4 (1866), S. 529–531.
- Die „wilde“ Amputation in unseren Tagen. In: St. Petersburger medicinische Wochenschrift, Nr. 11 (1866), S. 321–342 und Nr. 13 (1867), S. 45–52.
- Noch ein Wort über den Gypsverband, dem fälschlich genannten „Faulenzer in der Chirurgie“. In: Berliner klinische Wochenschrift, Nr. 4 (1867), S. 371.
- Die methodische Gliedabnahme. In: Deutsche Klinik, Jg. 19 (1867), S. 27.
- Was ich gelebt. Lieder. Meyer, Braunschweig 1868.
- mit Karl Wilhelm Ferdinand Uhde: Handbuch der operativen Chirurgie. F. Vieweg & Sohn, Braunschweig 1870.